# Seks z internetu
Seks z internetu (ang. Cyber Seduction: His Secret Life) – amerykański film telewizyjny z 2005 roku. Zdjęcia kręcono w Toronto.

## Opis fabuły
Historia nastoletniego Justina Petersona, którego pasją staje się internetowa pornografia. Stopniowo jego obsesja i uzależnienie sprawiają, że zaprzepaszcza to, co do tej pory osiągnął – traci zainteresowania, karierę pływacką, przyjaciół, zaufanie rodziców i swoją dziewczynę.

## Obsada
- Jeremy Sumpter – Justin Peterson
- Kelly Lynch – Diane Petersen
- Lyndsy Fonseca – Amy
- Nicole Dicker – Monica
- Benz Antony – Coach Zuha
- Nathan Stephenson – Timmy
- Jacke Scott – Alex Petersen
- Briony Glassco – Beth
- Kyle Schmid – Bobby Jordan
- Rahnuma Panthaky – Briget Lee
- Krista Karter – Sally Mizelle
- Michael Seater – Nolan Mitchelle